# Josh Silver
Josh Silver (ur. 14 listopada 1962) – pochodzący z nowojorskiego Brooklynu amerykański instrumentalista i producent muzyczny. Były członek zespołu gothic metalowego Type O Negative. Od 8 roku życia ćwiczył grę na pianinie. Jego rodzice założyli studio nagraniowe System Two oraz firmę wydawniczą Silver Records gdzie wydany został singiel zespołu Fallout oraz płyty zespołu Carnivore.
W 1979 roku założył wraz z Peterem Steelem zespół heavymetalowy Fallout, który jednak przetrwał tylko trzy lata. Po rozpadzie Josh założył hardrockowo-hairmetalowy Original Sin. Do Type O Negative dostał się dzięki Peterowi Steele'owi, który zwerbował go po rozmowie z Salem Abruscato i rozpadzie Carnivore w roku 1990.
W 1996 roku wyprodukował debiutancki album amerykańskiego zespołu Pist.on zatytułowany Number One.
30 lipca 1998 roku ożenił się z siostrą żony Kenny’ego Hickeya, Bonnie.